# Ein Heim für Aliens
Ein Heim für Aliens ist eine französische Zeichentrickserie von Gaumont Multimedia und Xilam, die 1997 bis 2008 für den Sender France 3 produziert wurde. Die Serie diente auch als Grundlage für ein Videospiel mit dem Titel Stupid Invaders.

## Inhalt
Fünf Außerirdische vom Planeten Zigma B, Candy, Etno, Gorgious, Stereo und Bud gehen zusammen auf ein Picknick im Weltraum. Doch sie stürzen auf der Erde ab und stranden dort. Da sie von Menschen nicht als Außerirdische erkannt werden wollen, ziehen sie in ein nicht vermietetes Haus. Von da an versuchen sie nicht nur, zu ihrem Heimatplaneten zurückzukehren, sondern auch all diejenigen zu vertreiben, die in das Haus einziehen wollen.

## Charaktere
- Etno Polino: Kurz und lila mit roten Lippen und einer großen Nase ist Etno der Anführer der Gruppe. Als Genie in der Gruppe erschafft er alle Arten von Maschinen. In der ursprünglichen französischen Version spricht er mit einem englischen Akzent.
- Candy Caramella: Der kleine Grüne mit einer faltigen Stirn trägt eine gepunktete Schürze. Er entdeckt manchmal seine weibliche Seite und verkleidet sich als Frau. In der lateinamerikanischen Version auf Jetix ist Candys Geschlecht weiblich.
- Bud Budiovitch: Der faule und naive Bud ist groß und orange, hat drei Haarsträhnen, einem langen Hals und großen blutunterlaufenen Augen. Er benimmt sich wie ein Teenager, ist fernsehsüchtig und trinkt meist Limonaden. Wie Etno ist Bud immer der letzte, der in einer Situation in Panik gerät. Er kommt immer mit der besten Lösung, aber die meiste Zeit will niemand auf ihn hören.
- Gorgious Klatoo: Fett und blau mit einem schweren Kinn und einem hervorstehenden Zahn ist Gorgious der Mürrische und Brutale. Er ist sehr gierig und er vertreibt sich seine Zeit damit, zu essen und andere zu ärgern.
- Stereo Monovici: In jedem der beiden Köpfe von Stereo steckt ein eigenes Bewusstsein. Er ist der Bücherwurm der Gruppe, hat aber meist nur nutzlose Informationen parat. Teils streiten die beiden Köpfe miteinander.

## Produktion und Veröffentlichung
Ein Heim für Aliens entstand unter der Regie von Olivier Jean Marie, Thomas Szabo und Jim Gomez im Studio Xilam. Idee und Konzept stammen von Jean-Yves Raimbaud und Philippe Traversat, verantwortlicher Produzent war Marc du Pontavice. Das Charakterdesign entwarf Jean-Yves Raimbaud, die Musik komponierten Herve Lavandier und Ramon Pipin.
Die erste Staffel wurde vom 2. Oktober 1997 bis 27. Dezember 2000 bei France 3 ausgestrahlt. Im gleichen Jahr am 7. November startete die Serie auf Deutsch bei ProSieben. Die zweite Staffel folgte in Frankreich vom 2. November 2002 bis 20. Februar 2008. Auch Staffel 2 von Ein Heim für Aliens war in Deutschland zu sehen, nach ProSieben zeigten auch Kika und Junior die Serie. Sie wurde in Quebec von Télétoon, in Großbritannien von Channel 4 unter dem Namen Home to Rent und die zweite Staffel als Space Goofs bei Nicktoons UK gezeigt. Es ist auch als Teil des Fox-Kids-Formates auf Fox in den USA ausgestrahlt worden.

## Synchronisation
| Rolle           | Französische Sprecher | Französische Sprecher |
| Rolle           | Erste Staffel         | Zweite Staffel        |
| --------------- | --------------------- | --------------------- |
| Etno Polino     | Peter Hudson          | Bernard Alane         |
| Candy Caramella | Éric Le Roch          | Éric Métayer          |
| Bud Budiovitch  | Marc Bretonnière      | Éric Métayer          |
| Gorgious Klatoo | Patrick Préjean       | Patrick Préjean       |
| Stereo Monovici | Antoine Tomé          | Patrick Guillemin     |

## Comic
Im September 1998 erschien zur Fernsehserie ein Comicheft (36 Seiten) beim deutschen Dino-Verlag in Eigenproduktion. Die Ausgabe umfasst zwei Comics (Am Anfang war das Picknick! und Do it yourselvis), die von Stefan Dinter, Kim Schmidt (Zeichner) und Matthias Dinter (Autor) stammen.